# Sysplex Paralelo
En computación, un Sysplex Paralelo es un cluster de computadoras centrales que funcionan como un solo sistema, normalmente usando z/OS. Un Sysplex Paralelo combina compartición de datos (usando Copia Remota Punto a Punto) y computación paralela para compartir carga, rendimiento y alta disponibilidad en un cluster de hasta 32 computadores. Los Sysplex paralelos proporcionan escalabilidad horizontal.
El precursor del Sysplex Paralelo fue la Coupling Virtual, una técnica que permitía hasta doce sistemas System/390 ejecutar jobs en paralelo. El Sysplex Paralelo real fue introducido en la entonces nueva línea de computadoras centrales en abril de 1994. IBM continua mejorando y adaptando los Sysplex Paralelos.
Los elementos más importantes en un Sysplex Paralelo son:
- Hardware de Coupling Facility para permitir a varios procesadores compartir, cachear, actualizar y balancear acceso de datos.
- Un Sysplex Timer o un Protocolo de servidor de tiempo (STP por sus siglas en inglés) para sincronizar los relojes de todos los miembros
- Cableado de calidad, redundante y de alta velocidad.
- Software (sistema operativo y, normalmente, middleware como por ejemplo DB2 o IMS).

La Coupling Facility puede ser un sistema dedicado externo (por ejemplo, como System z9) o procesadores integrados en la propia computadora configurados como ICF (Internal Coupling Facilities). Ambas opciones son válidas, aunque para conseguir mayor redundancia sin gastos extras, IBM recomienda generalmente combinar una CF externa individual con ICF.
Un Sysplex Paralelo tiene como mínimo dos CF o ICF por redundancia (o al menos, una de cada tipo). Cada miembro que participe en el Sysplex Paralelo no necesita su propia CF o ICF, puesto que lo único que hace falta es conectar por cable la máquina del miembro del Sysplex a la CF o a los ICF.
El Protocolo de servidor de tiempo (STP) reemplazó a los Sysplex Timers a comienzos de 2005 en los modelos nuevos. Mientras que los Sysplex Timers son máquinas físicamente separadas, STP es una funcionalidad integral dentro de la computadora misma. Ahora con STP y ICF es posible (y común) construir un Sysplex Paralelo completo con dos máquinas y cableado. De hecho, una simple máquina podría tener la equivalencia interna de un Sysplex Paralelo completo físico, de modo que no hay ningún requerimiento técnico por el cual se deban tener dos máquinas físicamente separadas, al menos para desarrollo y pruebas de aplicaciones.
El Sysplex Paralelo proporciona otra importante funcionalidad: mantenimiento en línea. Por ejemplo, con un Sysplex Paralelo es común configurar el software (como IMS, CICS o DB2) para permitir actualizaciones sin dejar de dar servicio a los usuarios finales.